# Viktor Arnar Ingólfsson
Viktor Arnar Ingólfsson  (født 12. april 1955 i Akureyri) er en islandsk forfatter.
Hans bøger er to gange blevet nomineret til Det Skandinaviske Kriminalselskabs pris Glasnøglen. Tre af hans fem noveller er blevet oversat til tysk. Desuden er Flateyjargáta blevet oversat til engelsk i februar 2012.

## Bøger på dansk
- Flatøgåden (Flateyjargáta), 2013